# Tönninger Schloss

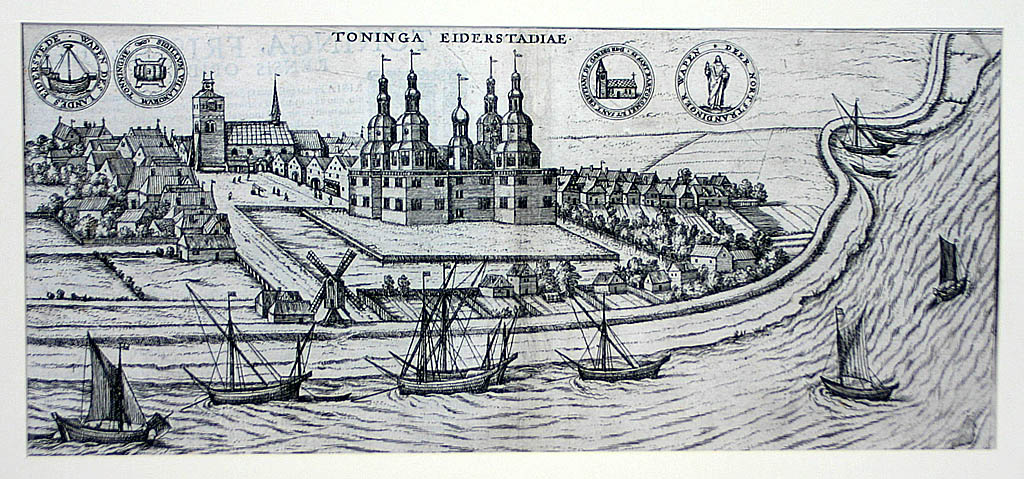
Das Tönninger Schloss auf einem Stich von 1598

Das Tönninger Schloss (da. Tønning Slot oder Tønninghus) wurde in den Jahren 1580 bis 1583 unter Herzog Adolf von Schleswig-Holstein-Gottorf in der Stadt Tönning in Schleswig-Holstein erbaut. Das 1735 vom dänischen König Friedrich V. wieder abgerissene Schloss war der aufwändigste Schlossbau der schleswig-holsteinischen Westküste. Das einstige Schlossgelände samt dem Garten ist bis heute im Tönninger Stadtbild zu erkennen.

## Geschichtlicher Überblick

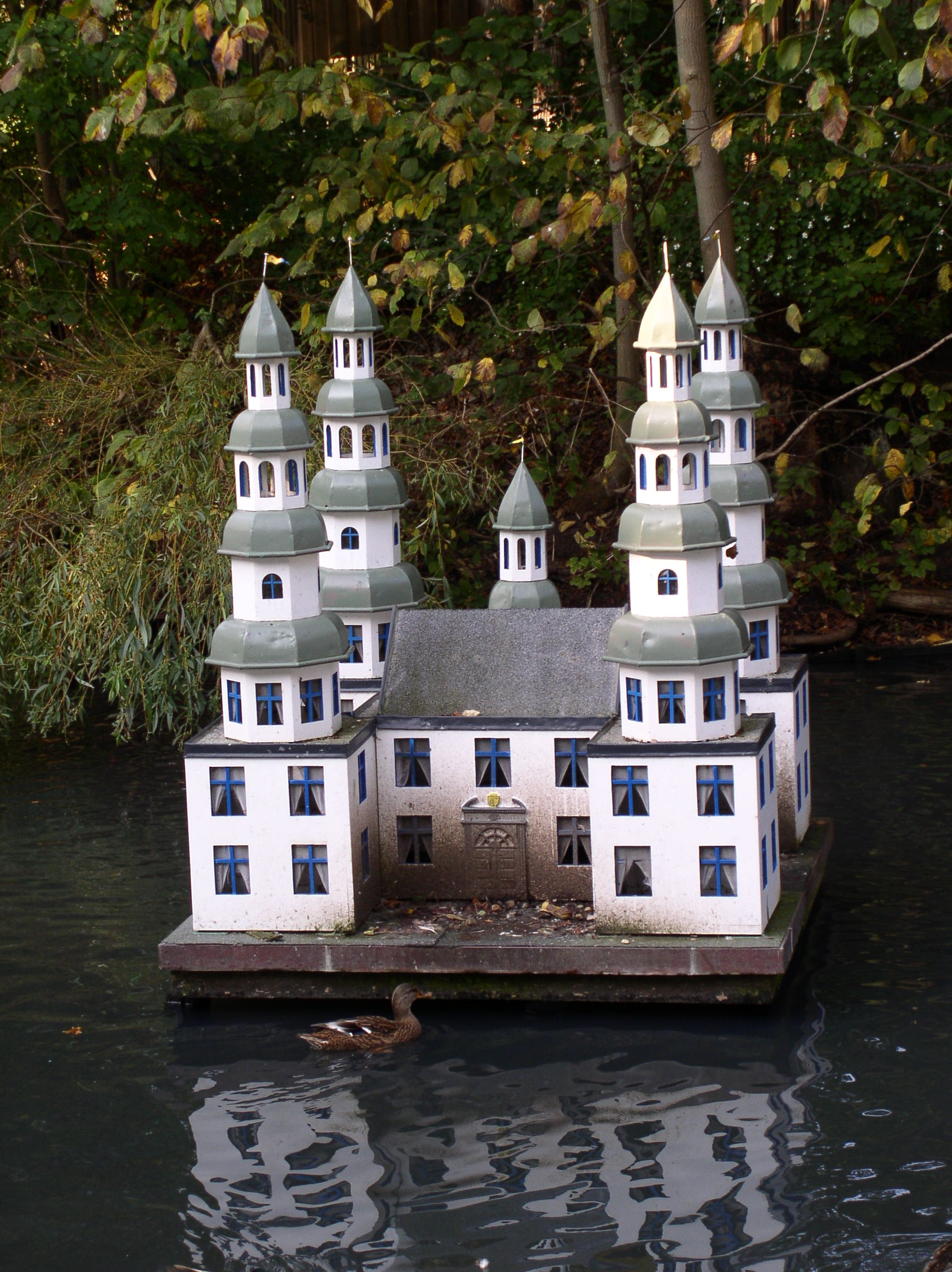
Nachbildung des Schlosses im Schlosspark in Tönning

Herzog Adolf ließ das Tönninger Schloss errichten, nachdem er erster Herzog von Schleswig-Holstein-Gottorf geworden war. Ein weiteres Motiv war seine Absicht, die Eider zu einem Verbindungsweg zwischen Nordsee und Ostsee ausbauen zu lassen, um dem Stecknitzkanal Konkurrenz machen zu können. Das Schloss zählte zu den zahlreichen Bauwerken seiner Regierungszeit, zu denen unter anderem auch das Schloss Reinbek, das Trittauer und das Kieler Schloss, sowie der partielle Neubau des Gottorfer Schlosses gehörten. Der Bau in Tönning entstand ungefähr zeitgleich mit dem Schloss vor Husum, das ebenfalls in Adolfs Auftrag errichtet wurde und das ebenso als Residenz diente, wenn der Herzog den westlichen Landesteil seines zerstreuten Herrschaftsgebiets besuchte. Vor allem aber diente es als Amtssitz des Stallers Caspar Hoyer und seiner Nachfolger.
Der niederländische Baumeister Herkules von Obernberg wurde beim Bau vor allem vom königlichen Jagdschloss Challuau (später Schloss Saint-Ange, zerstört) in Frankreich beeinflusst. Das Schloss besaß vier Pavillons an den vier Ecken, über die sich je ein Turm erhob. Der zweigeschossige Zentralbau enthielt ebenfalls einen (kleineren) Turm, in dem sich das Treppenhaus befand.
Der Gottorfer Herzog Friedrich III. baute nach den Erfahrungen des Dreißigjährigen Krieges Tönning zu einer Festung aus, die eine strategisch wichtige Stellung im westlichen Schleswig-Holstein einnahm.
Nachdem sich das Herzogtum Gottorf im Nordischen Krieg (1700 bis 1721) zwar offiziell neutral verhielt, die Festung Tönning jedoch den Schweden zur Verfügung stellte, belagerte der dänische König Friedrich V. die Stadt zweimal. Bei der ersten Belagerung litt die Stadt unter umfangreichem Artilleriebeschuss, der auch das Schloss beschädigte. Nach dem Sieg der dänisch-russischen Verbündeten im Nordischen Krieg 1714 nahm Friedrich auch das Schloss und die Stadt Tönning ein. Er ließ die Festung Tönning schleifen und bis ins Jahr 1735 das Schloss abreißen.

## Überreste
Heute existieren von den Schmuckelementen nur noch vier Skulpturen aus Sandstein, die als „Beischlagwangen“ bezeichnet werden und die antiken Gottheiten Venus und Merkur darstellen. Diese stehen überdacht im Schlosspark von Tönning, eine einfache Nachbildung des Schlosses ziert außerdem den Ententeich des Parks. Eine weitere Nachbildung des Schlosses steht in einem Kreisverkehr am Ortseingang von Tönning.

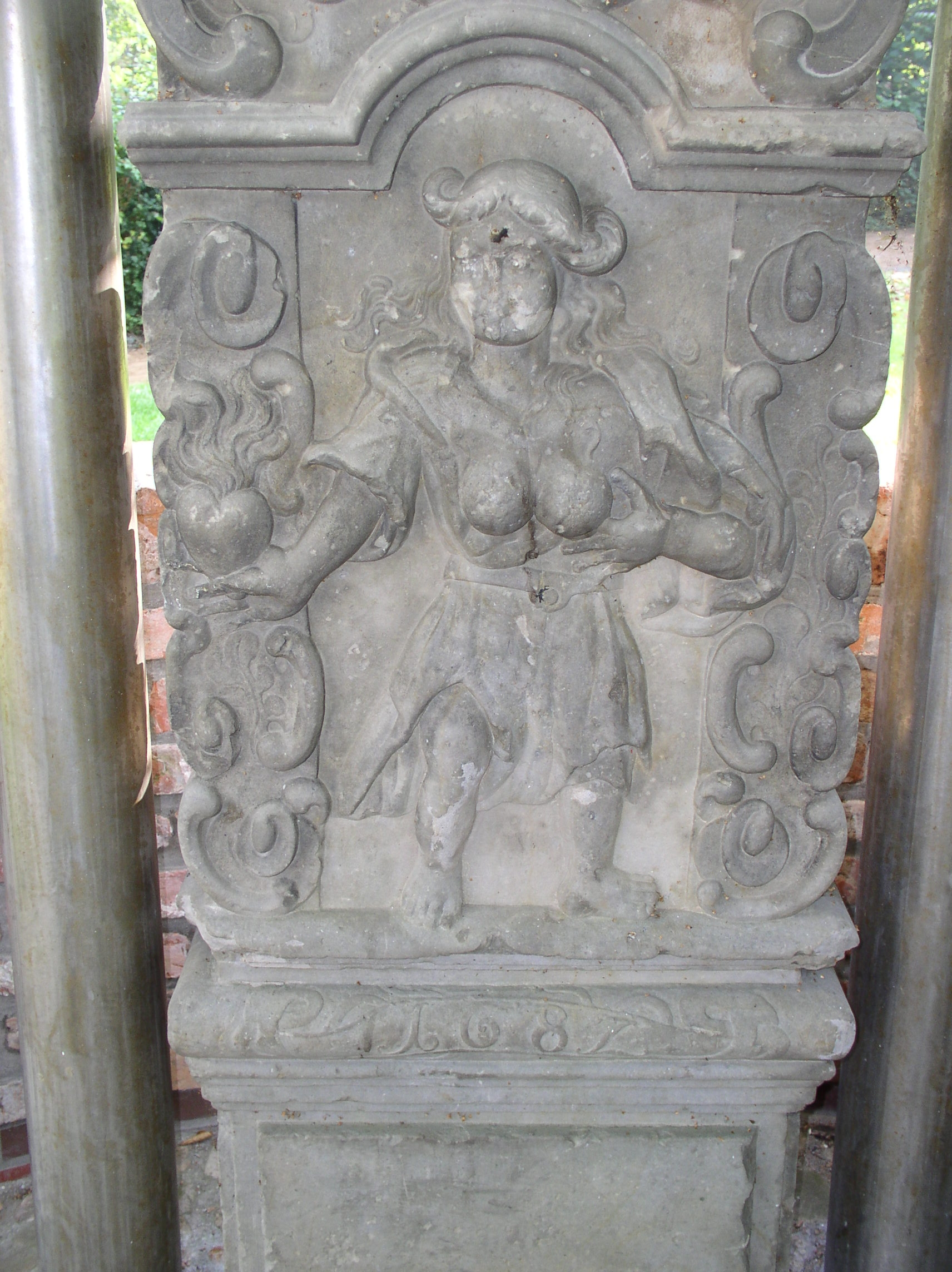
Venusdarstellung
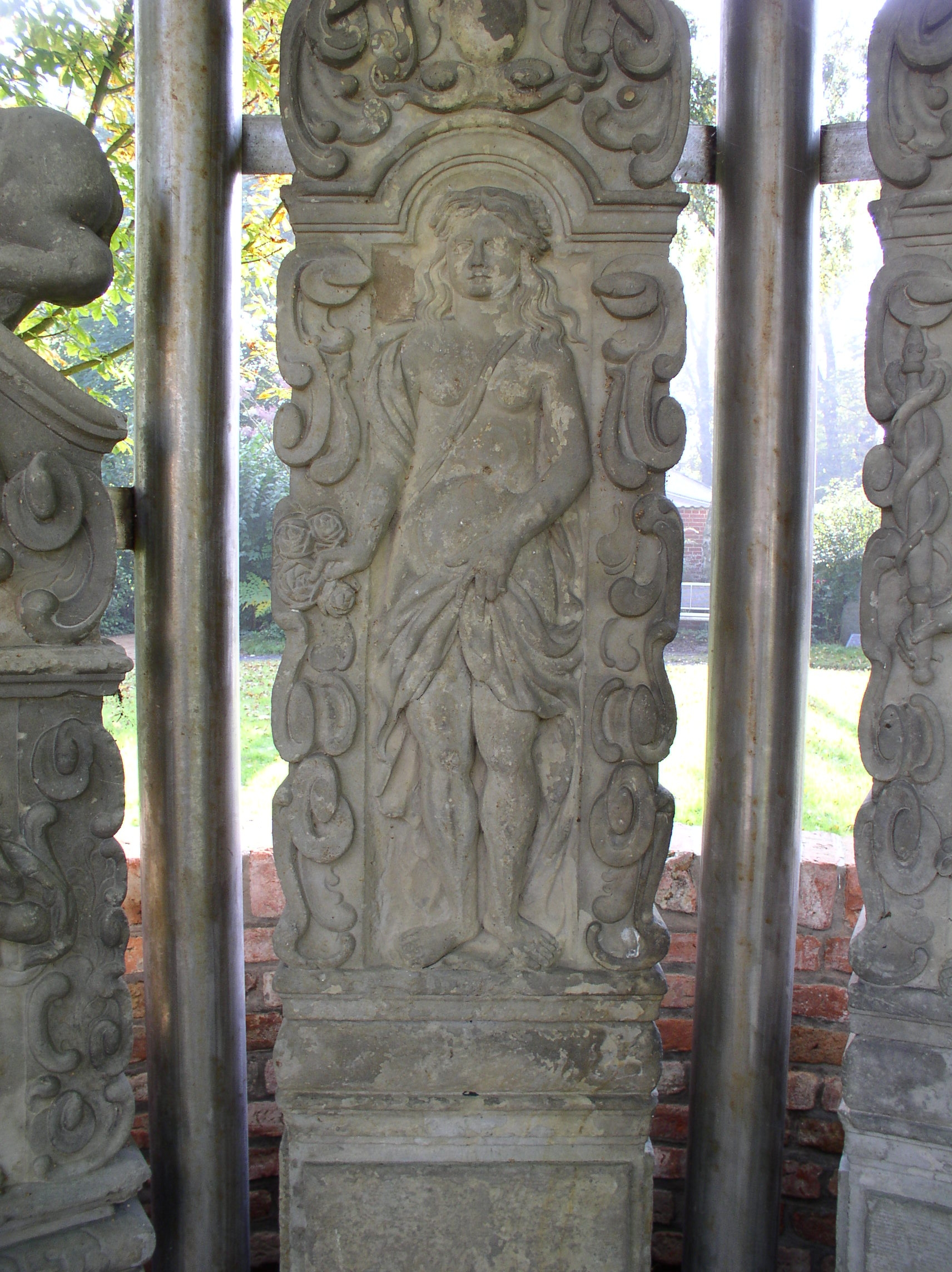
Venusdarstellung
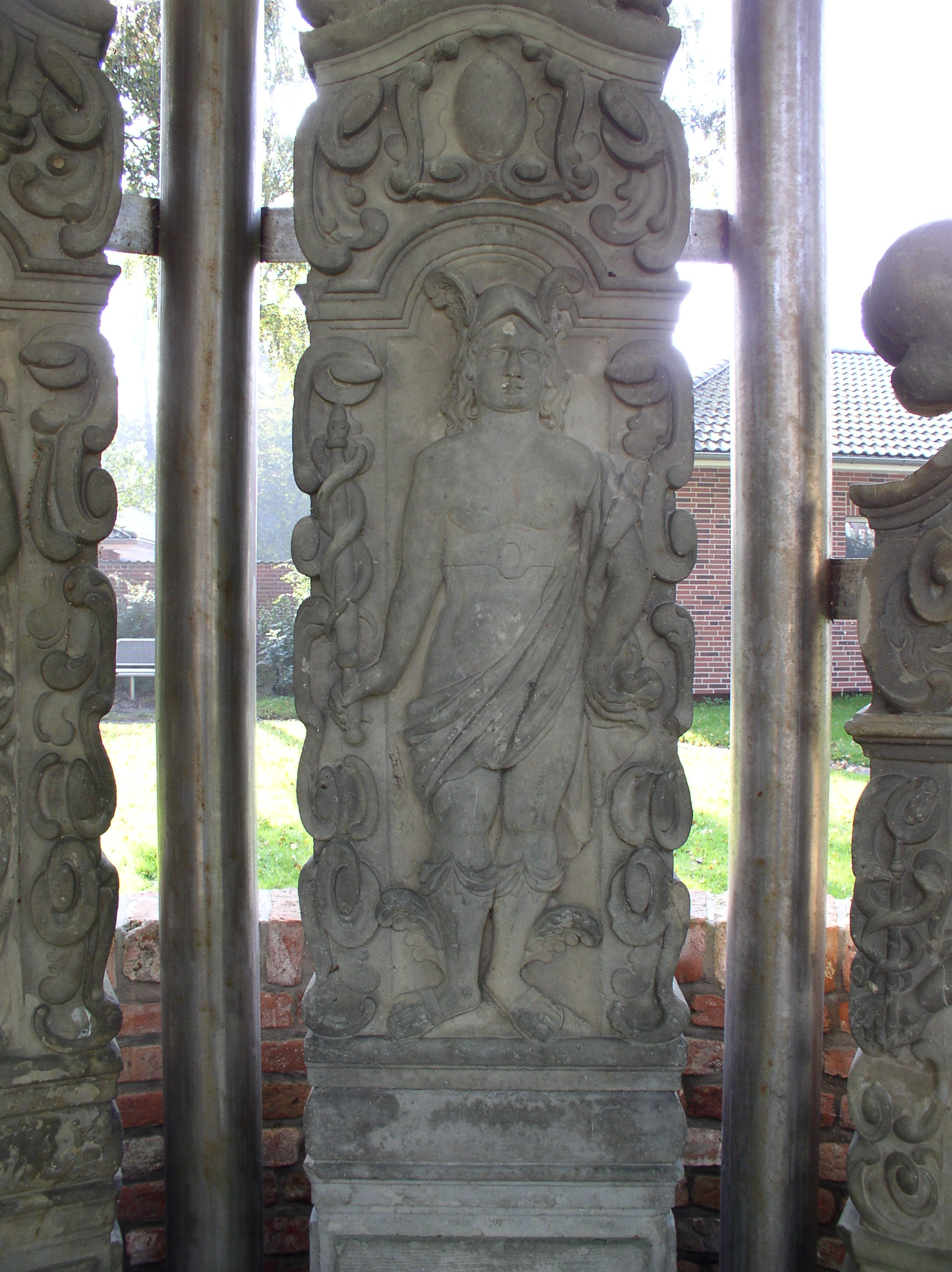
Merkurdarstellung
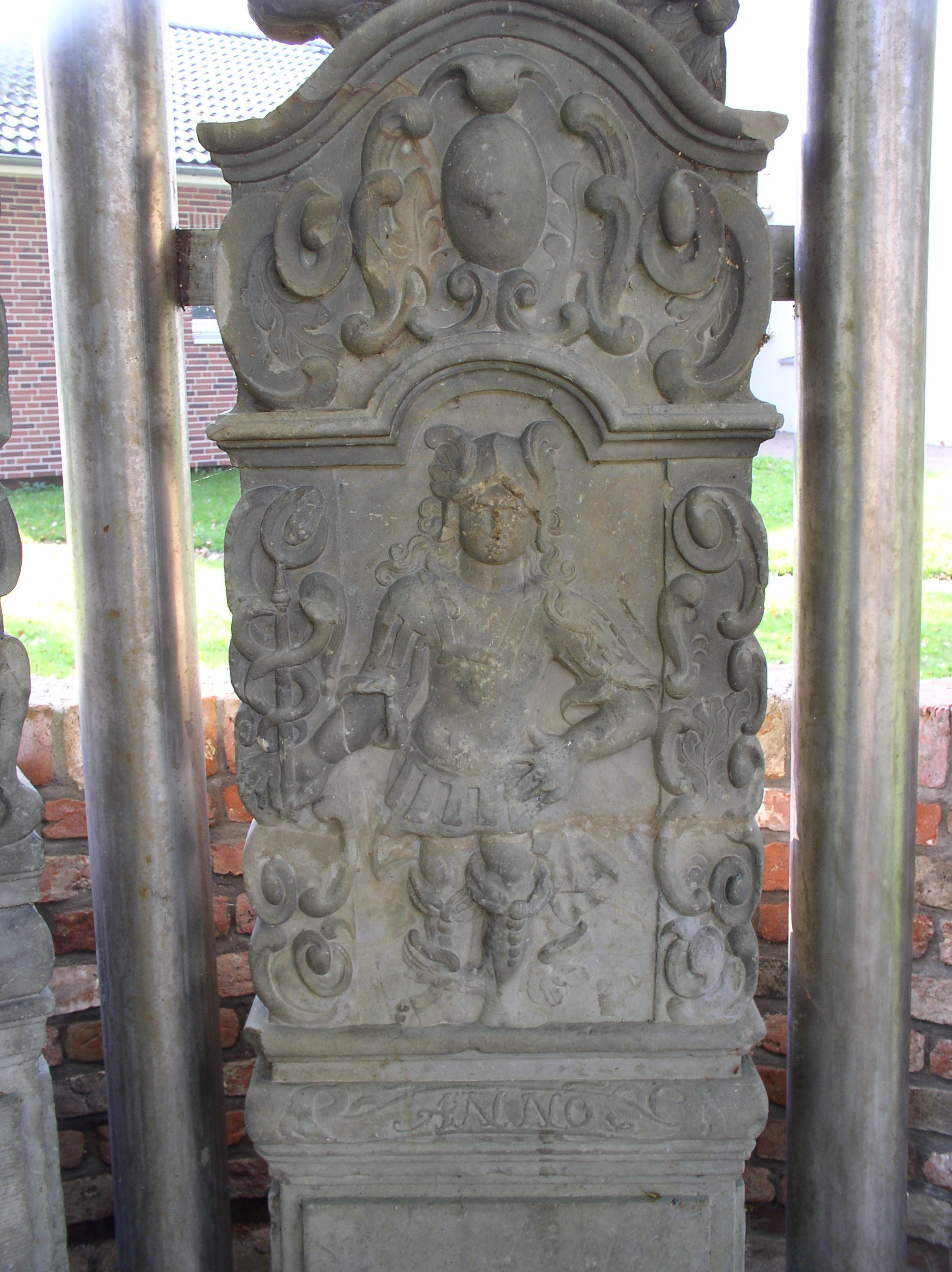
Merkurdarstellung